# Nicolai-Kirche (Dortmund)

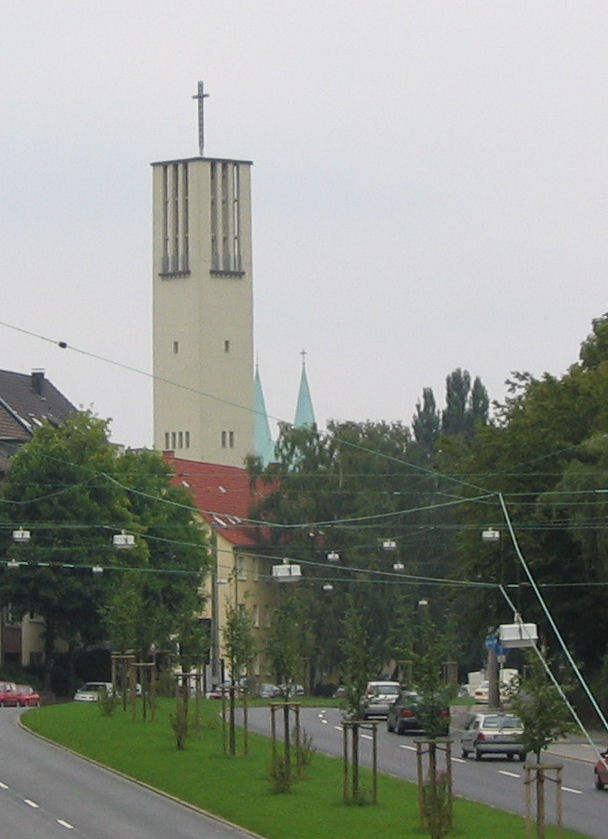
St. Nikolai im Kreuzviertel (2005)

Die St.-Nicolai-Kirche, häufig auch kurz Nicolaikirche genannt, ist eine 1929 erbaute Kirche im Dortmunder Stadtbezirk Innenstadt-West. Eine Kirche gleichen Namens bestand bis 1812 an der Wißstraße und war eine der vier Hauptkirchen des mittelalterlichen Dortmunds.

## Erste Kirche (1193–1812)
Die erste Dortmunder St.-Nicolai-Kirche befand sich an der Wißstraße in der Nähe des Wißstraßentores. Heute gehört das Gelände des ehemaligen Kirchhofes zum Stadtgarten. Die Kirche war die kleinste der vier Dortmunder Hauptkirchen. Errichtet wurde sie in den Jahren von 1193 bis 1198 als Saalkirche mit Westturm. Unzuverlässige Chroniken deuten auf einen Vorgängerbau hin, eine um das Jahr 1056 bestehende hölzerne Kapelle. St. Nicolai war die erste von der Dortmunder Bürgerschaft, insbesondere von den Fernkaufleuten, gestiftete Kirche. Nikolaus-Patrozinien finden sich in fast allen deutschen, baltischen und russischen Hafen- und Hansestädten. Denn der heilige Nikolaus ist der Patron der Seefahrer und der Kaufleute. Hingegen waren die Kirchen St. Reinoldi und St. Marien von römisch-deutschen Königen gegründet worden.
Zwischen 1235 und 1250 wurde sie, im Rahmen ihrer Erhebung zur Pfarrkirche, zu einer dreischiffigen, dreijochigen Hallenkirche erweitert; der Turm aufgestockt. Hierbei wurde das Kirchenschiff unter Verwendung der bestehenden Saalkirche nach Süden vergrößert, wodurch der Turm nicht länger mittig vor dem Gebäude stand. Der gotische Chor wurde 1436 bis 1460 an Stelle eines einjochigen geraden Chorabschlusses errichtet. Zeitgleich wurde im Südosten der Kirche eine Sakristei und im Nordosten neben der Vorhalle die Berswordtkapelle erbaut.
Die Kirche fasste schätzungsweise 330 Personen und verfügte über einen Haupt- und fünf Nebenaltäre. Der Hauptaltar wurde 1717 im Stil des Barocks von dem Lübecker Kaufmann Fischer gestiftet. Sein Vorgänger, der in vergoldeten Holzschnitzereien gehaltene St. Annenaltar, wurde dabei zu einem der Nebenaltäre. Das Chorgestühl war eine Stiftung des Bürgermeisters Beye aus dem Jahre 1503. Die reich verzierte Kanzel war 1652 von Johann Bröckelmann gestiftet worden. Für das Jahr 1690 ist ferner der Erwerb einer neuen Orgel dokumentiert. Das Geläut im Turm bestand aus vier Glocken. Die schwerste Glocke wog 1190 Pfund.
Im 18. Jahrhundert wurde die Nicolaikirche zusehends vernachlässigt. Am Beginn des 19. Jahrhunderts wäre eine grundlegende Sanierung nötig gewesen. Einflussreiche Kreise der Bürgerschaft um den Präfekten des Ruhrdepartements Freiherr von Romberg waren jedoch nicht bereit, das hierfür notwendige Geld aufzubringen. Vielmehr hielt man die Zahl der Kirchen für eine Stadt von etwas mehr als 4000 Einwohnern zu hoch. Noch 1817, nach dem Abbruch der Nicolaikirche, wurde durch den Ratsherrn Feldmann öffentlich geäußert, dass zwei evangelische Kirchen in Dortmund ausreichend seien.
Am 12. November 1810 wurde seitens des Ministers des Inneren des Großherzogtum Bergs die Vereinigung der Nicolai- mit der Petrigemeinde sowie der Abbruch der Nicolaikirche genehmigt. Die Vereinigung der Gemeinden erfolgte noch im selben Jahr. Die Kirche selbst wurde 1812 auf Abbruch versteigert und anschließend abgetragen. Neben Darstellungen auf den Stadtansichten von Baegert (1480), Hogenberg (1570), Mulher (1610) und Berger (1804) haben sich einzig zwei maßstäbliche Grundrisse der Kirche aus dem Jahre 1788 erhalten. Auf ihrer Basis wurde von Heinrich Scholle das äußere Erscheinungsbild rekonstruiert. Am ehemaligen Standort erinnert heute ein Gedenkstein an die Kirche. Der polygonale Chorabschluss ist farblich in der Pflasterung hervorgehoben.

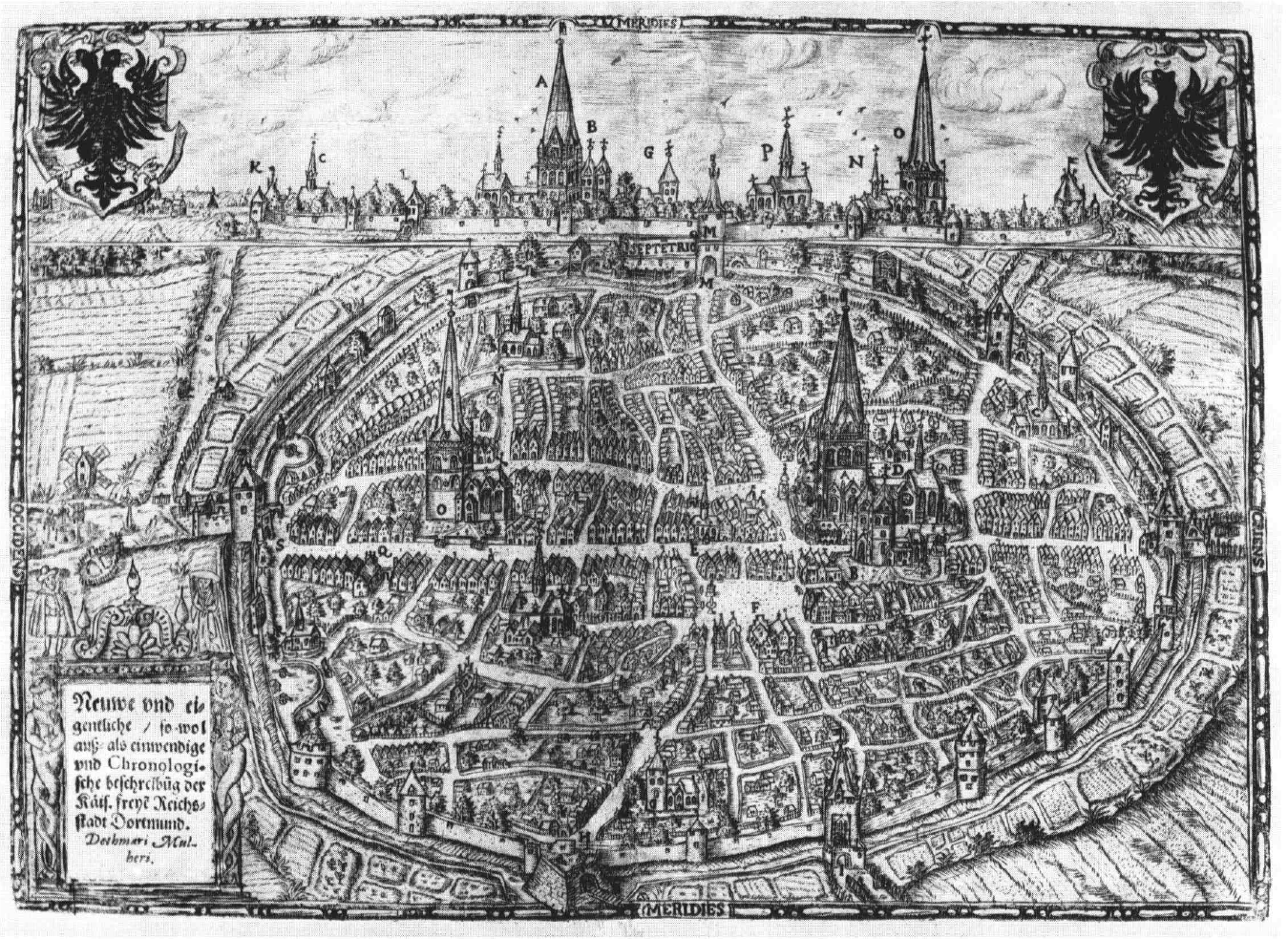
Dortmund um 1610. Die alte Nicolaikirche befindet sich in der unteren Bildmitte direkt oberhalb des Walls.
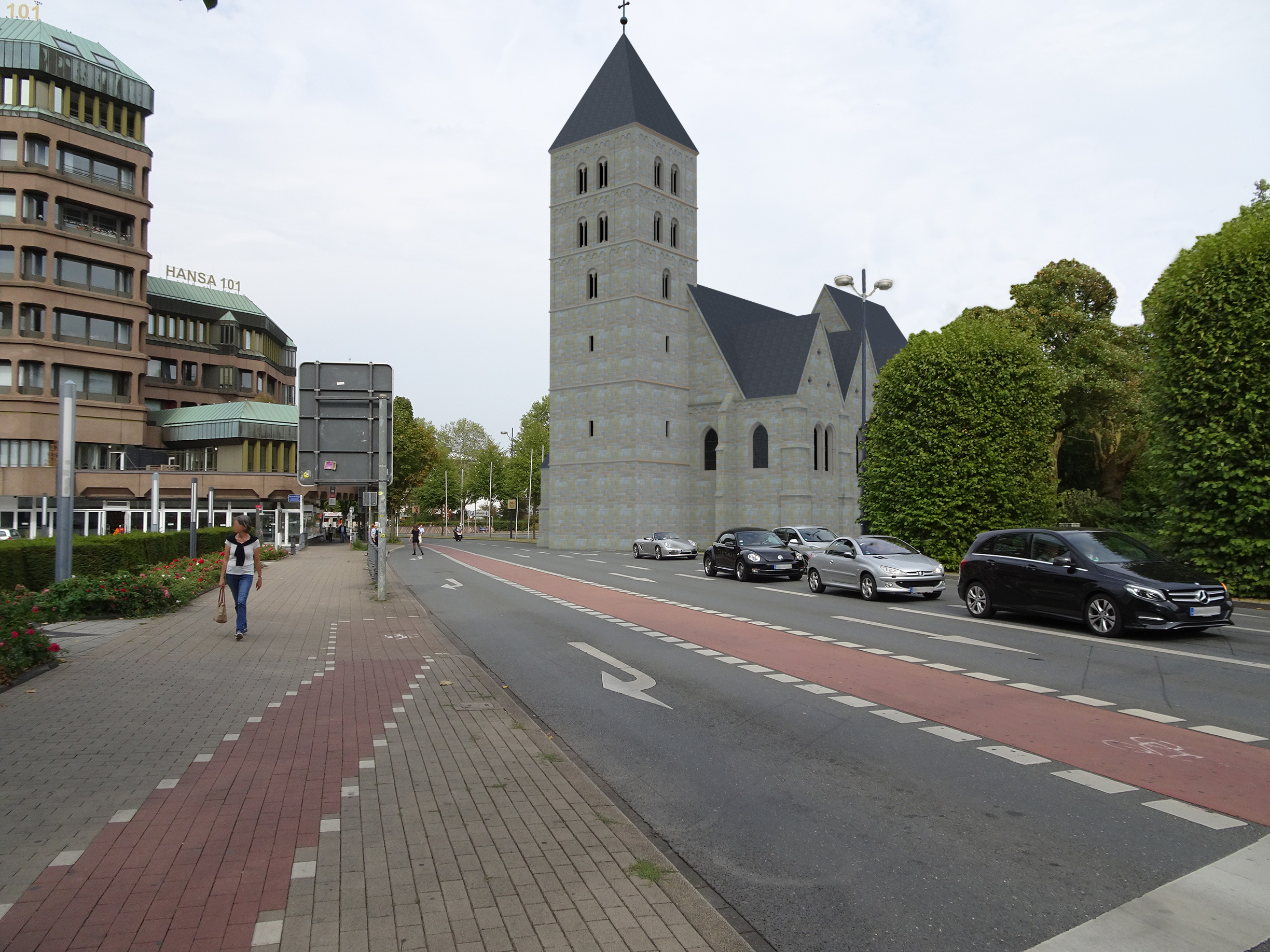
Lage der alten St.-Nicolai-Kirche im Stadtgarten. Rekonstruktion nach Heinrich Scholle.
Grundriss von 1788

## Heutige Kirche (ab 1929)

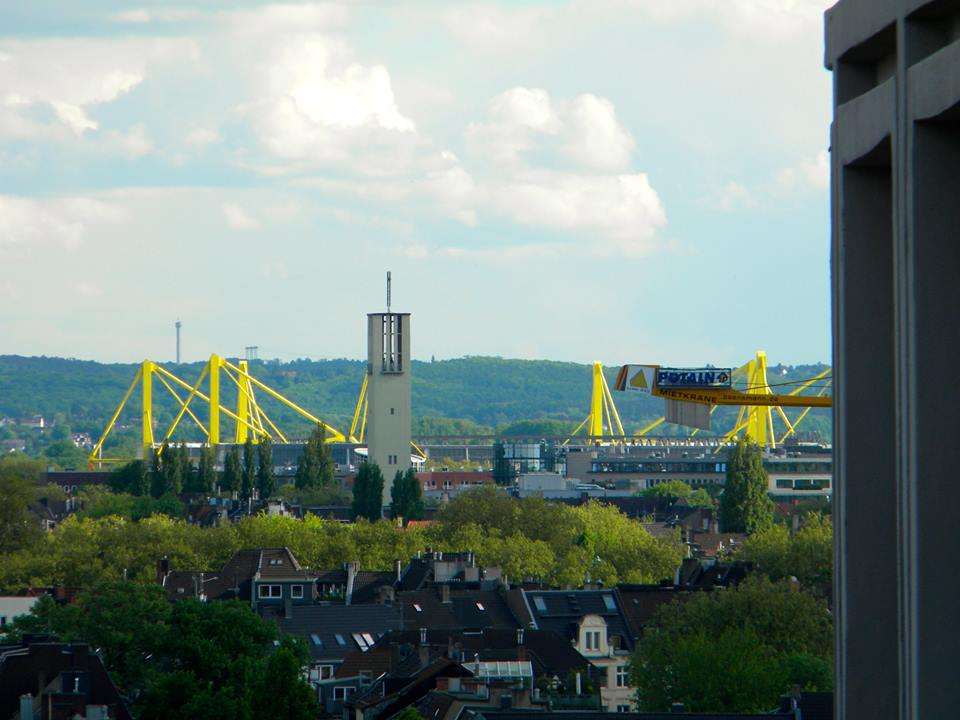
Nicolaikirche und Signal-Iduna Park

Der Neubau der St.-Nicolai-Kirche erfolgte 1929 südwestlich der Innenstadt im heutigen Kreuzviertel durch die Dortmunder Architekten Karl Pinno und Peter Grund. Die Kirche wurde nach Fertigstellung am 12. Oktober 1930 eingeweiht.
Die Nicolaikirche ist ein frühes Beispiel für einen „sachlichen“ evangelischen Sakralbau im Stil des Neuen Bauens aus Stahl, Glas und Beton. Diese moderne Architektur für einen Kirchenbau sorgte damals für erregte Diskussionen. Dabei ging es nicht nur um die kantige Form, sondern auch um die Verwendung unverputzten, schalungsrauen Betons, wie man ihn sonst nur bei Industriebauten kannte. Diese Schlichtheit wurde teilweise aber auch als angemessener Ausdruck der Armutsprobleme der Zeit gelobt. Trotz der nüchternen äußeren Form wirkt der Innenraum ausdrucksstark durch die riesigen Glasflächen, die die Betonkonstruktion ermöglicht. Die ursprünglichen, im Zweiten Weltkrieg zerstörten Glasfenster stammten von Elisabeth Coester. Nach zwanzigjähriger Notverglasung wurden sie 1963 durch farbenfrohe Fenster des Glaskünstlers Hans Gottfried von Stockhausen ersetzt. Die dominierenden Blautöne tauchen den Innenraum in ein ungewöhnliches Licht.
Im Zweiten Weltkrieg wurde die Kirche erheblich beschädigt, aber danach alsbald wieder instand gesetzt. Seit 1951 schmückt ein acht Meter hohes Kreuz (auch als „Kreuz des Südens“ bekannt) aus blauen Leuchtröhren den Kirchturm. Es musste 2002 aufgrund baulicher Mängel demontiert werden und wurde später nach Instandsetzungsarbeiten wieder montiert. Der Turm trägt eine einzelne Glocke, die auf den Ton ges' gestimmt ist. Die Glocke ist aufgrund ihrer offenen Aufhängung im Turm fast in der ganzen Innenstadt zu hören.
Am 1. Juli 2007 fusionierte die ehemals eigenständige St.-Nicolai-Gemeinde mit den Gemeinden St. Petri und Martin zur Evangelischen Kirchengemeinde St.-Petri-Nicolai. Hintergrund der Fusion sind sinkende Gemeindemitgliederzahlen und damit verbunden sinkende Finanzmittel. Die neue Großgemeinde hat im März 2018 nach eigenen Angaben drei Pfarrstellen und etwa 8.200 Mitglieder.
Die Kirche ist als Baudenkmal in die Denkmalliste der Stadt Dortmund eingetragen.

## Orgeln
Zusammen mit der neuen Kirche wurde 1930 auch eine pneumatische Orgel der Firma Paul Faust (Schwelm) mit 27 Registern (drei Transmissionen), drei Manuale und Pedal eingebaut, die, noch ganz dem romantischen Klangbild entsprechend, zur Zeit der Entstehung als eigentlich veraltet gelten konnte, da durch die Orgelbewegung Anfang des 20. Jahrhunderts das Augenmerk im Orgelbau wieder bei den Instrumenten des 18. Jahrhunderts lag. Bei dieser Orgel war eine spätere Erweiterung um 9 Register bei der Planung bereits angelegt, zu der es dann aber im Laufe der Jahre nicht kam. Die 1960 neu errichtete Orgel der Firma E. F. Walcker wurde ebenfalls mit der Option zur späteren Ergänzung, erstmal mit nur 18 der heutigen 35 Register eingebaut, das Schwellwerk war komplett ohne Pfeifen. Es handelt sich um ein Schleifladeninstrument mit mechanischer Spiel- und elektrischer Registertraktur.
Disposition der Walcker-Orgel (Op. 4009) von 1960:
| I Hauptwerk C–g3   |       |       |
| Pommer             | 16′   |       |
| Prinzipal          | 08′   |       |
| Spitzflöte         | 08′   |       |
| Oktave             | 04′   |       |
| Quinte             | 2 ⁄3′ |       |
| Feldflöte          | 02′   |       |
| Mixtur IV-V        | 1 ⁄3′ |       |
| Scharfzimbel III 0 |       |       |
| Trompete           | 08′   | 0 (b) |

| II Brustwerk C–g3 |       |       |
| Gedeckt           | 08′   |       |
| Spillflöte        | 04′   |       |
| Prinzipal         | 02′   |       |
| Sifflöte          | 1 ⁄3′ |       |
| Zimbel III        |       |       |
| Krummhorn         | 08′   | 0 (b) |
| Tremulant         |       |       |

| III Schwellwerk C–g3  |     |
| Rohrflöte             | 08′ |
| Salizional            | 08′ |
| Prinzipal             | 04′ |
| Holzflöte             | 04′ |
| Sesquialtera II       |     |
| Schwiegel             | 02′ |
| Gemshorn              | 01′ |
| Scharff IV            |     |
| Dulcian               | 16′ |
| Trompete harmonique 0 | 08′ |
| Rohrschalmei          | 04′ |
| Tremulant             |     |

| Pedal C–f1      |     |       |
| Prinzipalbass 0 | 16′ | 0 (a) |
| Subbass         | 16′ |       |
| Oktavbass       | 08′ |       |
| Gemshorn        | 08′ | 0 (b) |
| Rohrpommer      | 04′ |       |
| Nachthorn       | 02′ |       |
| Mixtur V        |     |       |
| Fagott          | 16′ | 0 (b) |
| Trompete        | 08′ | 0 (b) |

- (a) Einbau 1966
- (b) Einbau 1975/76
- Die Pfeifen des Schwellwerks wurden erst 1980 eingebaut.
- Koppeln:
  - Normalkoppeln: II/I, III/I, I/P, II/P, III/P (III/II ist elektrisch)
- Spielhilfen:
  - zwei freie Kombinationen, Tutti, Organo Pleno, Zungen ab, Einzelabsteller für die Zungen